# 范锐平
范锐平（1966年4月1日—），男，湖北钟祥人。中华人民共和国政治人物。1984年8月参加工作，1985年5月加入中国共产党，是中共第十九届中央委员会候补委员。武汉大学党政干部自修专业毕业，华中科技大学行政管理专业在职研究生学历，管理学硕士学位。曾任中共湖北省委常委、襄阳市委书记，中共四川省委常委、组织部部长、成都市委书记、中共吉林省委常委、政法委书记等职务。现任吉林省人大常委会副主任，吉林省总工会主席。

## 简历
历任共青团湖北省荆州市委书记；中共松滋市委副书记、市长；湖北省发展计划委员会副主任，省政府副秘书长；中共鄂州市委副书记、代市长、市长、市委书记、市人大常委会主任等职。2011年8月，任中共湖北省委常委、襄阳市委书记。
2013年5月，任中共四川省委常委、组织部部长。2017年4月，任中共四川省委常委、成都市委书记。同年10月，中国共产党第十九次全国代表大会上当选中国共产党第十九届中央委员会候补委员。2018年2月24日，当选为第十三届全国人大代表。
2021年8月，调任中共吉林省委常委、政法委书记。2022年6月，当选为中共吉林省委委员，但未能进入省委常委会，因此仅56岁的范锐平不再担任中共吉林省委常委，改任吉林省总工会主席。同年7月，任吉林省人大常委会党组副书记。翌年1月，当选为吉林省人大常委会副主任。